# Kolonie Ławsk
Kolonie Ławsk – kolonia w Polsce położona w województwie podlaskim, w powiecie grajewskim, w gminie Wąsosz.
W latach 1975–1998 miejscowość należała administracyjnie do województwa łomżyńskiego.